# Mayoyao
Mayoyao é um município de  quarta classe de renda municipal (d) na província Ifugao, nas Filipinas. De acordo com o censo de 1 de maio  de  2020 possui uma população de 15 621 pessoas e 3 942 domicílios.